# بلال حسني
بلال حسني (بالفرنسية: Bilal Hassani)‏ (مواليد 9 سبتمبر 1999) هو مغني ويوتيوبر فرنسي. قام بتمثيل فرنسا في مسابقة الأغنية الأوروبية بغناء أغنيته روي (بعد أن حاز على 200 نقطة في نهائي مسابقة اختيار ممثل فرنسا في المسابقة) واحتل المركز السادس عشر.

## السيرة الذاتية
ولد حساني في باريس لعائلة مغربية مسلمة من الدار البيضاء. أمه تحصلت على الجنسية الفرنسية، بينما يعيش أبيه في سنغافورة. لديه شقيق أكبر سنًا يدعى طه، من مواليد 1995. وفي سنة 2017، تحصل بلال على على شهادة البكالوريا الأدبية.

### بداية المسيرة الغنائية (2015-2018)
بدأ حساني الغناء في سن الخامسة من عمره أمام عائلته، وبدأ في دروس للغناء. عام 2015، وبتشجيع من صديقه نيمو شيفمان شارك بلال في الموسم الثاني من النسخة الفرنسية من برنامج ذا فويس كيدز حيث قدم نفسه في مرحلة تجربة الأداء بغناء أغنية انهض كالعنقاء لـكونشيتا ورست. انضم بعدها إلى فريق باتريك فيوري. إلأ أنه قد تم اقصاؤه من البرنامج في مرحلة المواجهة أمام ليني كيم.
في عام 2018، اختارت مجلة تيتو بلال حساني كواحد من «30 شخصًا من مجتمع الميم الذين يحركون فرنسا» حيث وصفته المجلة بأنه أيقونة «للشباب المثلي ومزدوج الميول والمتحول جنسيًا».

### مسابقة الأغنية الأوروبية 2019 (2018-حتى الآن)
في 6 ديسمبر 2018، أعلن عن بلال حساني كواحد من 18 مرشح للمشاركة في عملية اختيار ممثل فرنسا لمسابقة الأغنية الأوروبية عبر برنامج الوجهة يوروفيجن والذي بثته قناة فرنسا 2 حيث يمثل الفائز بتلك النسخة فرنسا في مسابقة الأغنية الأوروبية 2019، والتي ستعقد في تل أبيب، بإسرائيل في مايو 2019.
في 20 ديسمبر 2018، ظهرت مقتطفات من أغنيته للمسابقة، سميت الأغنية باسم روي وقد كتبت مع الثنائي الفائز بالنسخة السابقة من برنامج الوجهة يوروفيجن "مدام مسيو. وصفت الأغنية بأنها تتحدث عن قبول الذات. في 4 يناير 2019، كانت أغنية روي متاحة عبر كافة منصات الموسيقا، وبحلول 14 يناير، تحصلت على أكثر من 3 ملايين مشاهدة. وكتبت صحيفة لوموند عنه بأنه "لم يترك أحدًا غير مكثرتًا"

### الحياة الخاصة
في 23 يونيو 2017، أعلن بلال حساني علنًا عن مثليه الجنسية من خلال شبكات التواصل الاجتماعي، قبل يوم واحد من ذهابه إلى فخر باريس. كما وصف بأنه كويري.
بدءًا من ديسمبر 2018، وقع بلال حساني ضحيةً لتحرش رقمي، واستلم عددًا من الهجمات العنصرية والرهاب مثلية، وتهديدات بالقتل. إثر ذلك، تعاونت كل من منظمتي «إيرجنس هوموفوبي» و«ستوب هوموفوبي» لاتخاذ الإجراءات القانونية ضد كل من ميز أو هدد أو أهانه عبر التواصل الاجتماعي، خاصة على تويتر. بحلول 27 يناير 2019، حددت المنظمتين 1,500 تغريدة كراهية وتمييز وإهانة لبلال حساني بسبب ميوله الجنسية أو مظهره الجسدي. قام بلال حساني برفع دعاوى قضائية على الذين يحتمل أنه قد تم التعرف عليهم.

## ديسكوغرافيا

### أغاني منفردة
| "أريد"                                                                   | 2016 | —  | منفردة بلا ألبوم |
| "اتبعني"                                                                 | 2017 | —  | منفردة بلا ألبوم |
| "هاوس داون"                                                              | 2017 | —  | منفردة بلا ألبوم |
| "ظلال"                                                                   | 2018 | —  | منفردة بلا ألبوم |
| "الجنة معك" (مع انتون ويك)                                               | 2018 | —  | منفردة بلا ألبوم |
| "مدينة ساخنة" (مع ليون ماركوس)                                           | 2018 | —  | منفردة بلا ألبوم |
| "ماش آپ"                                                                 | 2018 | —  | منفردة بلا ألبوم |
| "روي"                                                                    | 2019 | 23 | منفردة بلا ألبوم |
| "—" تدل على أنها أغنية منفردة لم تصدر أو لم تحرز موقعًا في قائمة الأغاني. |      |    |                  |

## روابط خارجية
- بلال حسني على موقع IMDb (الإنجليزية)
- بلال حسني على موقع ألو سيني (الفرنسية)
- بلال حسني على موقع ميوزك برينز (الإنجليزية)
- بلال حسني على موقع أول ميوزيك (الإنجليزية)
- بلال حسني على موقع ديسكوغز (الإنجليزية)
- بلال حسني على موقع قاعدة بيانات الفيلم (الإنجليزية)